# Walking with Monsters
Walking with Monsters (distribuído na América do Norte como  Before the Dinosaurs - Walking with Monsters, e intitulado no Brasil como Caminhando com Monstros e em Portugal, A Era dos Monstros - O Tempo antes dos Dinossauros) é uma série de documentários britânicos em três partes sobre as criaturas estranhas que existiram antes dos dinossauros durante as eras paleozoica e mesozoica. É uma pré-sequência de Walking with Dinosaurs e foi escrito e dirigido por Chloe Leland e por Tim Haines e narrado por Kenneth Branagh. Foi transmitido pela primeira vez na BBC Three e BBC One em novembro e dezembro de 2005. Na 58.ª Edição Anual dos Prémios Emmy do Primetime em 2006, ganhou o Emmy Award na categoria Melhor Programa Animado (Para Programação de Uma Hora ou Mais).[carece de fontes?]
Com base no conhecimento de mais de 600 cientistas, a série retrata a história paleozoica, do Período Cambriano (há 530 milhões de anos) ao Período Triássico Inferior (há 248 milhões de anos), bem como os artrópodes, peixes, anfíbios, sinapsídeos e répteis extintos.